# Eduard Clam-Gallas
Il conte Eduard Clam-Gallas (Praga, 14 marzo 1805 – Vienna, 17 marzo 1891) è stato un militare austriaco.

## Biografia

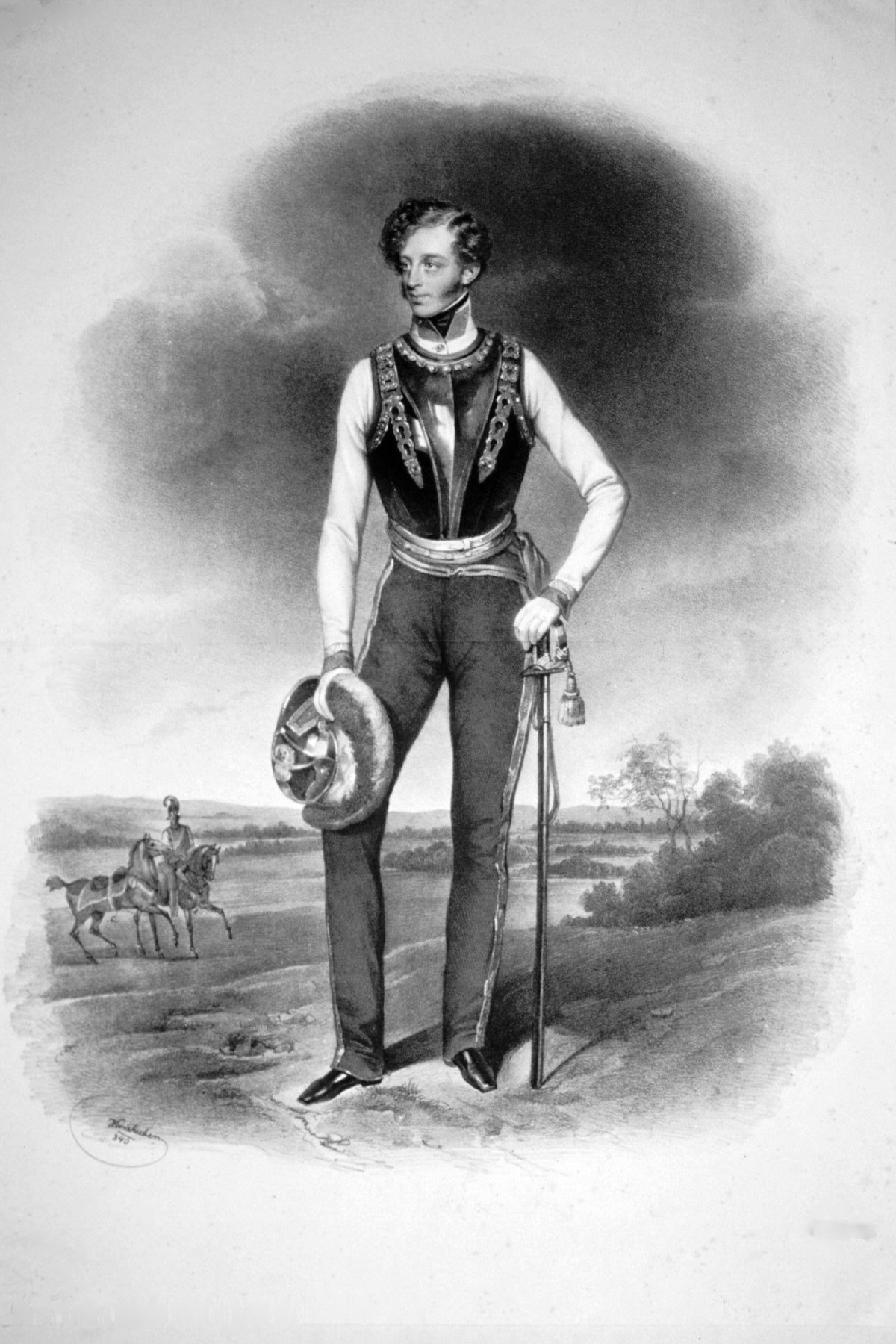
Il giovane ufficiale Eduard Clam-Gallas

Eduard Clam-Gallas, figlio primogenito del conte Christian Christoph Clam-Gallas, entrò nell'esercito austriaco nel febbraio del 1823 col grado di sottotenente in un reggimento di ussari. Divenne dal 1831 primo corazziere del 1º Reggimento di Corazzieri e fu promosso nel 1835 a Maggiore, nel 1840 a Colonnello e nel 1846 a Maggiore Generale e Generale di Brigata a Praga.
Nel 1848, il 18 gennaio, venne in Italia per la prima volta col compito di comandare una brigata al comando di Radetzky distinguendosi negli scontri della prima guerra d'indipendenza italiana di Santa Lucia, Vicenza e Custoza. A Milano si concentrò negli attacchi dei rivoltosi a Porta Ticinese (specificatamente in piazza Sant'Eustorgio) ed a Porta Tosa ove comandò due battaglioni. Per questi suoi meriti gli venne riconosciuta la medaglia dell'Ordine Militare di Maria Teresa ed ottenne il grado di Feldmaresciallo Luogotenente. Nel 1849 divenne comandante delle truppe che si scontrarono con successo contro gli insurrezionalisti ungheresi guidati da Józef Bem, ricevendo nel 1850 il comando del 1º Corpo d'Armata boemo. Il 17 aprile 1853 divenne consigliere privato dell'imperatore Francesco Giuseppe.
Nel 1859, dato il suo brillante stato di servizio conquistato dieci anni prima, partecipò alla seconda guerra d'indipendenza italiana prendendo parte alle battaglie di Magenta e Solferino e San Martino. Dopo questi scontri lasciò il campo di battaglia, anche a causa delle gravi ferite subite e venne destinato a comandante generale di stanza a Praga. Dedicatosi all'attività amministrativa, nel 1861 divenne membro della corte imperiale ed il 14 maggio di quell'anno venne promosso al grado di generale di cavalleria, ricevendo dall'anno successivo l'ordine del Toson d'oro. Nel 1865, entrò nello Stato Maggiore dell'imperatore Francesco Giuseppe.
Tornato sul campo di battaglia nel 1866 dovette affrontare una grave sconfitta nell'ambito della guerra austro-prussiana ad opera del potente esercito tedesco, fatto che lo portò di fronte alla corte marziale, dalla quale si salvò per merito della propria posizione sociale. Venne costretto ad abbandonare la carriera dell'esercito il 23 marzo di quell'anno e si ritirò a vita privata, rinunciando a qualsiasi rendita o pensione da parte dello stato che lo aveva così umiliato da costringerlo ad abbandonare la sua vocazione militare.
Trascorse gli ultimi anni della sua vita nella sua proprietà di Frýdlant, sulle montagne della Boemia, dove aveva sposato nel 1850 Clotilde (1828-1899), figlia del principe Giuseppe Francesco di Dietrichstein. Con questo atto egli divenne, tra l'altro, cognato di Alessandro di Mensdorff, Primo ministro dell'Impero e già suo compagno d'arme nella battaglia di Magenta.

## Araldica
| Stemma | Descrizione                              | Blasonatura |
|        | Eduard Clam Gallas Conte von Clam-Gallas | Inquartato: al 1° d'oro all'aquila di nero; al 2° d'oro al cavallo rampante di nero; al 3° d'azzurro alla fascia d'oro; al 4° d'argento trinciato di nero. Sul tutto d'oro con figura umana tenente una corona d'alloro e il tutto coronato da una corona d'oro all'antica. |